# 笠宗雄
笠 宗雄（かさ の むねお、生没年不詳）は、平安時代前期の官人。笠河継の子。官位は外従五位下・肥前介。

## 経歴
陽成朝の元慶3年（879年）時統当世とともに外従五位下に叙せられて大夫史となる。のち、肥前介に任ぜられるが、以下の解文を大宰府に提出。大宰府は当内容を太政官に言上し許されている。
- 仁寿3年5月25日の格では校田を言上し許可を得て班田することになっている。しかし、当国は西海の果てにあることから行程が非常に遠い。まず、国司から大宰府に申上して、それから大宰府は朝廷に言上する、こうして数年ののちにようやく許可の連絡が届く。こうしているうちに、国司の任期が終わってしまうため班田は行われず、このような状況で既に40年も経過してしまった。そのため、調物は欠損し戸口も減少したのは全てこれが理由である。ついては、筑後・豊後両国の例に準じて、朝廷からの許可を待たずに、大宰府に申上すれば口分田の班給を実施できるようにしたい。
- 肥前国内では、任期を終えた官人や王臣の子孫らが徒党を組んで群居し、百姓を侮りさげすんで佃粮を奪い、官稲を受けずして私的な出挙を行い、収納の際は好んで公事を妨げ欠負の原因になっている。ついては、筑後国の例に準じて、前司浪人であっても区別せずに通常の土民として扱い、営田の数に比例して正税出挙を行い、公営田の耕作をさせる。また、この規則に従わない有勢者は追放して居住させないこととしたい。

## 官歴
『日本三代実録』による。
- 時期不詳：正六位上。左大史
- 元慶3年（879年） 11月25日：外従五位下
- 元慶5年（881年） 3月14日：見肥前介